# Liste des épisodes de Ken le Survivant
Cet article présente les listes des épisodes des deux séries télévisées d'animation japonaises Ken le Survivant, inspirées du manga du même nom. À la fin du deuxième millénaire, le monde a été ravagé par une gigantesque explosion atomique. Les océans et les mers se sont évaporés, pourtant quelques groupes d'hommes réussissent à survivre, mais seuls les plus forts font leur loi. Tout commence par une rencontre entre un jeune garçon nommé Batt, Ken et une petite fille muette, Lynn...

## Généralités
Le manga Ken le Survivant de Buronson et Tetsuo Hara a été adapté en un anime produit par Toei Animation. La première série, initialement intitulée Hokuto no Ken (北斗の拳), est composée de 109 épisodes, qui ont été diffusés du 11 octobre 1984 au 5 mars 1987 sur Fuji TV au Japon, adaptés des 136 chapitres du manga original. La deuxième série, Hokuto no Ken 2, a par la suite été diffusée, composée de 43 épisodes diffusés du 12 mars 1987 au 18 février 1988, adaptés des chapitres 137 à 210.

## Génériques
| Génériques | Épisodes | Début             | Début        | Fin              | Fin          | 1re date de diffusion |
| Génériques | Épisodes | Titre             | Artiste      | Titre            | Artiste      | 1re date de diffusion |
| ---------- | -------- | ----------------- | ------------ | ---------------- | ------------ | --------------------- |
| 1          | 1-82     | Ai o Torimodose!! | Crystal King | Yuria... Eien ni | Crystal King | 11 octobre 1984       |
| 2          | 83-109   | Silent Survivor   | Kodomo Band  | Dry Your Tears   | Kodomo Band  | 7 août 1986           |
| 3          | 110-152  | Tough Boy         | TOM★CAT      | Love Song        | TOM★CAT      | 12 mars 1987          |

## Liste des épisodes
|  | Épisodes fillers |

### Première série
| No | Titre français | Titre japonais                                         | Titre japonais                                                               | Date de 1re diffusion |
| No | Titre français | Kanji                                                  | Rōmaji                                                                       | Date de 1re diffusion |
| --- | --- | ------------------------------------------------------ | ---------------------------------------------------------------------------- | --------------------- |
| 1 | Ken l'héritier de la Grande Ourse                                                                                              | 神か悪魔か!? 地獄にあらわれた最強の男                  | Kami ka Akuma ka!? Jigoku ni arawareta saikyō no otoko                       | 11 octobre 1984       |
| Zeed, chef d'un gang de pillards, s'attaque au village dans lequel vit Lynn et dont les habitants recueillent Kenshiro, mourant et assoiffé. Désireux de faire chanter les villageois, il prend Lynn en otage et menace de la tuer si les habitants ne lui obéissent pas. Il est tué par Ken qui le fait exploser ainsi que ses hommes. Il est le premier chef de bande à être défait par l'homme aux sept cicatrices. | |                                                        |                                                                              |                       |
| 2 | La Famine | 必殺残悔拳!! 不毛の荒野に明日をみた!!                  | Hissatsu Zankaiken!! Fumō no Kōya ni ashita o mita!!                         | 18 octobre 1984       |
| Lynn espère revoir Ken. Pendant ce temps, ce dernier fait un cauchemar où il revoit Julia, sa bien-aimée disparue... Ken fait la rencontre de Spade, lieutenant de Shin et valet de pique. Ken le rencontre pour la 1re fois alors que lui et ses hommes attaquent un vieillard pour un sac de riz. Ken le fait fuir et lui crève un œil. Il attaque ensuite le village du vieillard et parvient à le tuer. Fou de rage, Ken, cette fois, ne l'épargne pas. | |                                                        |                                                                              |                       |
| 3 | L'Homme aux sept cicatrices | 光なき街に孤拳が燃えた! 爆殺五指烈弾                   | Hikari-naki machi ni koken ga moeta! Bakusatsu Goshi Retsudan                | 25 octobre 1984       |
| Bart aperçoit Lynn prisonnière dans un camion. Il retrouve Ken et lui explique ce qu'il a vu. Tous deux partent vers la ville où semblait se diriger le véhicule. Ils y font la rencontre de Dia ou (Mister Diamond), le deuxième lieutenant de Shin, il est symbolisé par le valet de carreau. Roux et grimé à la manière d'un clown (rappelant quelque peu le Joker, ennemi de Batman), il tyrannise la population d'un village qu'il oblige à travailler pour son maître. L'un de ses « loisirs » consiste à obliger un père à atteindre, à l'aide d'un arc et d'une flèche, une boîte de conserve posée sur la tête de son fils, à l'image de Guillaume Tell. Armé d'un long bâton de combat qu'il utilise en le faisant tournoyer avant de frapper soudainement son adversaire, il est défait sans difficultés par Kenshiro à l'aide de la technique du « Koushu Hagan Ken ». Ils rencontrent aussi Club, un des lieutenants de Shin, le valet de trèfle. Il utilise des griffes d'acier pour combattre (Ken le qualifiera d'« Ersatz de Wolverine »). Il aura les poignets brisés par Ken, puis tué en se faisant fait exploser la colonne vertébrale. | |                                                        |                                                                              |                       |
| 4 | Le Piège | ブラッディクロスを撃て!! 秘拳・柔破斬                  | Braddi Kurosu o ute!! Hiken Jūhazan                                          | 1er novembre 1984     |
| Une armée d'hommes est à la recherche de Ken pour le tuer. Pendant qu'il les occupe, Lynn et Bart tentent de libérer des villageois qui ont été enfermés. Heart, 4e lieutenant de Shin, est l'ennemi de l'épisode. Il est symbolisé par le valet de cœur. Ce géant d'apparence paisible perd tout son calme lorsqu'il voit son sang. Shin le charge d'anéantir Kenshirô. Son surnom est « Le tueur d'arts martiaux ». La force de Heart réside dans la graisse qui entoure son corps et lui permet d'absorber tout objet qui entre en contact avec lui, ce qui le rend invulnérable au Hokuto Shinken. Ainsi lors de sa première attaque Ken est surpris par la résistance de Heart et subit de plein fouet sa contre-attaque. Ken décide alors d'employer HOKUTO JÛHA ZAN qui consiste à écarter la graisse de l'adversaire et de frapper le point vital de l'adversaire. Heart est ainsi terrassé. | |                                                        |                                                                              |                       |
| 5 | Le Retour de l'enfer | 地獄に咲くか愛の炎・おまえはもう死んでいる!!           | Jigoku ni saku ka ai no honō. Omae wa mō shindeiru!!                         | 8 novembre 1984       |
| Devant le château, Ken repense à son passé lorsqu'il était fiancé avec Julia. Mais un jour, Shin, un autre élève de son école d'arts martiaux, a enlevé Julia et infligé d'ignobles tortures à Ken. | |                                                        |                                                                              |                       |
| 6 | Une armée au service du mal | 悪魔の手配書 七つの傷の男を狙え!                       | Akuma no tehaisho. Nanatsu no kizu no otoko o nerae!                         | 15 novembre 1984      |
| Un homme prévient son Altesse que Ken est encore en vie. Ken, Bart et Lynn arrivent dans une ville qui se vide au moment où débarquent les soldats de l'Armée divine. | |                                                        |                                                                              |                       |
| 7 | Ken prisonnier de l'armée divine                                                                                               | 悪党ども! 死への秒よみやってみるかい                   | Akutō domo! Shi e no Byōyomi yatte miru kai                                  | 22 novembre 1984      |
| 8 | La Guerre des sens | 経絡秘孔を突け! 悪党どもに鎮魂歌はない                 | Keiraku Hikō o tsuke! Akutō domo ni chinkonka wa nai                         | 29 novembre 1984      |
| 9 | Seroimo le maléfique | 悪党ども! 死ぬ前に祈りをすませろ!!                     | Akutō domo! Shinumae ni inori o sumasero!!                                   | 6 décembre 1984       |
| 10 | Ken face au dragon | 烈火逆流拳! 死すべき奴が多すぎる!!                     | Rekka Gyakuryūken! Shisubeki Yatsura ga Ōsugiru!!                            | 13 décembre 1984      |
| 11 | Le Voleur d'eau | 悪党ども!! 地獄のブルースを聞け!!                      | Akutō domo!! Jigoku no Burūsu o kike!!                                       | 20 décembre 1984      |
| 12 | La mort est au bout de l'enfer                                                                                                 | 俺は死神!! 地獄の果まで追いつめてやる!!                | Ore wa Shinigami!! Jigoku no Hatemade Oitsumete yaru!!                       | 10 janvier 1985       |
| 13 | Le Coup du Diable | 羅漢仁王拳! 動きだしたらもう止まらない!!               | Rakan Niō Ken! Ugoki dashitara mō tomara nai!!                               | 17 janvier 1985       |
| 14 | Le Temps de la misère | 不幸な時代だ! 善人ほど早死にする!!                     | Fukō na Jidai da! Zen'ninhodo hayaji ni suru!!                               | 24 janvier 1985       |
| 15 | À trois, tu meurs | ３つ数えてみろ! 死ぬのはお前だ!!                       | Santsu Kazoetemiro! Shinu no wa omae da!!                                    | 31 janvier 1985       |
| 16 | Les Loups entre eux | 悪党ども歌ってみるか! 地獄の数え唄!!                   | Akutō domo utatte miru ka! Jigoku no kazoe uta!!                             | 7 février 1985        |
| 17 | La Trahison | 戦えばこそ男! 対決の門は遂に開かれた!                  | Tatakaeba koso otoko! Taiketsu no mon wa tsui ni hirakareta!                 | 14 février 1985       |
| 18 | Le Loup des steppes | 生か死か!? 荒野の果ては地獄の一丁目!!                  | Sei ka shi ka!? Kōya no hate wa jigoku no ichōme!!                           | 21 février 1985       |
| 19 | L'Œil du dragon | 悪党ども! 死への片道切符を用意しろ!!                   | Akutō domo! Shi e no katamichikippu o yōishiro!!                             | 28 février 1985       |
| 20 | Le Vaisseau des sables | 悪夢の総力戦! 俺の拳は100万ボルト!!                    | Akumu no sōryokusen! Ore no kobushi wa hyaku-man boruto!!                    | 7 mars 1985           |
| 21 | Ken l'invisible | 魔宮炎上! シン! お前まであと一歩だ!!                   | Makyū enjō! Shin! Omae made ato ippo da!!                                    | 14 mars 1985          |
| 22 | Le Combat final | 第一部完結 - ユリア永遠に・・・・ そしてシンよ!        | Dai-ichi-bu kanketsu - Yuria towa ni.... Soshite Shin yo!                    | 21 mars 1985          |
| 23 | La Tribu sauvage | 第二部風雲龍虎編 俺を待つのは戦いだけなのか!!          | Dai-ni-bu Fū-un Ryūko Hen Ore o motsu no wa tatakai dake nano ka!!           | 28 mars 1985          |
| 24 | La Rencontre | 南斗水鳥拳! 強すぎた男たちの悲劇が始まった!!           | Nanto Suichōken! Tsuyosugita otoko-tachi no higeki ga hajimatta!!            | 4 avril 1985          |
| 25 | Vengeance | 罪深き者ども! その名は牙一族!                          | Tsumibukaki monodomo! Sono na wa Kiba Ichizoku!!                             | 11 avril 1985         |
| 26 | Les Kibas passent à l'attaque                                                                                                  | 震えて眠れ! 夜霧の谷の悪党ども!!                       | Furuete nemure! Yogiri no tani no akutōdomo!!                                | 18 avril 1985         |
| 27 | La Quête impossible | 悪党だけが笑っている! こんな時代が気にいらねえ!!       | Akutō dake ga waratteiru! Konna jidai ga kiniira nē!!                        | 25 avril 1985         |
| 28 | Les Otages | レイ! お前の涙は俺の拳で受けてやる!!                   | Rei! Omae no namida wa ore no kobushi de uketeyaru!!                         | 2 mai 1985            |
| 29 | Ken et son Double | 命ごいは遅すぎる! 地獄へ落ちろ牙大王!!                 | Inochigoi wa ososugiru! Jigoku e ochiro Kiba Daiō!!                          | 16 mai 1985           |
| 30 | Le Combat fraternel | 宿命はしのびよる! ジャギお前は何者!!                   | Shukumei wa shinobiyoru! Jagi omae wa nanimono!!                             | 30 mai 1985           |
| 31 | L'Usurpateur | 地獄の鉄仮面! 北斗を名のる凶悪なる者よ!!               | Jigoku no tekkamen! Hokuto o nanoru kyōakunaru mono yo!!                     | 6 juin 1985           |
| 32 | Retourne en enfer, Jagger | 怒拳四連弾! ジャギ地獄で待っていろ!!                   | Doken yonrendan! Jagi jigoku de matteiro!!                                   | 13 juin 1985          |
| 33 | Le Village du miracle | ここが奇跡の村! 堕天使は舞い降りた!!                   | Koko ga kiseki no mura! Datenshi wa maiorita!!                               | 27 juin 1985          |
| 34 | Entre l'ange et le démon | トキよ! お前は天使なのか悪魔なのか!!                   | Toki yo! Omae wa tenshi nano ka akuma nano ka!!                              | 4 juillet 1985        |
| 35 | Trad. Créature qui me gêne ! Toki, ton cœur est-il pourri ? Le Frère renégat (titre officiel sur la nouvelle édition DVD)      | 邪悪なる者よ! トキ・お前の心は腐っている!!             | Jaakunaru mono yo! Toki omae no kokoro wa kusatteiru!!                       | 11 juillet 1985       |
| 36 | Le Cobaye | ふりかえる過去はない! ただ悪を憎みトキを撃つ!!         | Furikaeru kako wa nai! Tada aku o nikumi Toki o utsu!!                       | 18 juillet 1985       |
| 37 | À la recherche de Toki | あえて愛を拒む! 死を呼ぶ凶星を背負うがゆえに・・・・!! | Aete ai o kobamu! Shi o yobu kyōsei o seou ga yue ni....!!                   | 25 juillet 1985       |
| 38 | Le Destin tragique de Bella | 蘭山紅拳! 時代は悲しい女を生んだ!!                     | Ranzan Kurenaiken! Jidai wa kanashii onna o unda!!                           | 1er août 1985         |
| 39 | Les Portes de l'enfer | 凶悪の伝説! カサンドラの門がいま開かれる!!             | Kyōaku no Densetsu! Kasandora no mon ga ima hirakareru!!                     | 8 août 1985           |
| 40 | L'Enfer de Cassandra | 悪党どもに墓標はいらぬ! ここは地獄のカサンドラ!!       | Akudōdomo ni bohyō wa iranu! Koko wa jigoku no kasandora!!                   | 15 août 1985          |
| 41 | La Malédiction de Ken | 北斗二千年の悲劇! 拳王の足音が聞こえる!!               | Hokuto nisennen no higeki! Ken-Ō no ashioto ga kikoeru!!                     | 22 août 1985          |
| 42 | Le Traquenard | 明日なき世紀末! ケンおまえを待っていた!!               | Asunaki seikimatsu! Ken omae o matteita!!                                    | 5 septembre 1985      |
| 43 | La Chute de Cassandra | カサンドラ崩壊! 北斗の神話はぬりかえられた!!           | Kasandora hōkai! Hokuto no shinwa wa nurikaerareta!!                         | 12 septembre 1985     |
| 44 | L'Étoile maléfique | 死兆星輝く! 拳王お前は死をもつかさどるのか!!           | Shichōsei kagayaku! Ken-Ō omae wa shi o motsukasadoru no ka!!                | 19 septembre 1985     |
| 45 | Lynn montre son courage | 死神におびえる者よ! リンの熱き心の叫びを聞け!!         | Shinigami ni obieru mono yo! Rin no atsui kokoro no sakebi o kike!!          | 26 septembre 1985     |
| 46 | Le Soulèvement | 地獄からの呼び声! レイお前は死兆星を見たか!!           | Jigoku kara no yobigoe! Rei omae wa Shichōsei o mitaka!!                     | 10 octobre 1985       |
| 47 | Entre la vie et la mort | 南斗水鳥拳死の舞い! 愛のためオレの命くれてやろう!!     | Nanto Suichōken shi no mai! Ai no tame ore no inochi kurete yarō!!           | 17 octobre 1985       |
| 48 | Le Sacrifice | 奥義爆裂! 北斗二兄弟の宿命は憎しみをも越えた!!         | Ōgi bakuretsu! Hokuto nikyōdai no shukumei wa nikushimi o mo koeta!!         | 24 octobre 1985       |
| 49 | Face à face | 史上最強の戦い ラオウVSケン! 死ぬのはきさまだ!!        | Shijō saikyō no tatakai Raō vs. Ken! Shinu no wa kisama da!!                 | 31 octobre 1985       |
| 50 | L'Homme aux chiens | 死の宣告72時間! 死兆星がレイを引きずる!!               | Shi no senkoku 72 jikan! Shichōsei ga Rei o hikizuru!!                       | 7 novembre 1985       |
| 51 | Le Secret de Mamiya | 明日なき運命! それでも女は愛を信じる!!                 | Asunaki sadame! Soredemo onna wa ai o shinjiru!!                             | 14 novembre 1985      |
| 52 | L'Étoile de la traîtrise | 南斗六聖拳ユダ! 俺は誰よりも美しい!!                   | Nanto Rokuseiken Yuda! Ore wa dareyorimo utsukushii!!                        | 21 novembre 1985      |
| 53 | Les Esclaves de la beauté | 死兆星迫る!! レイ! 天は残酷に時を刻む!                 | Shichōsei semaru!! Rei! Ten wa zankoku ni toki o kizamu!                     | 28 novembre 1985      |
| 54 | Le Bout de la route | 愛するマミヤ! その瞳の輝きに死兆星がひそむ!!           | Aisuru Mamiya! Sono hitomi no kagayaki ni Shichōsei ga hisomu!!              | 5 décembre 1985       |
| 55 | Le Combat final | 死に行くのかレイ! 今・男はここまで美しい!!             | Shini iku no ka Rei! Ima otoko wa koko made utsukushii!!                     | 12 décembre 1985      |
| 56 | La Fin de Rei | 美しき拳士レイVSユダ! 男の花道に涙はいらぬ!!           | Utsukushiki kenshi Rei tai Yuda! Otoko no hanamichi ni namida wa iranu!!     | 19 décembre 1985      |
| 57 | Naissance d'une légende | さらばレイ! 時代は勇者の伝説を語り継ぐ!!               | Saraba Rei! Jidai wa yūsha no densetsu o kataritsugu!!                       | 26 décembre 1985      |
| 58 | Le Colonel Sauzer | 第3部開始乱世覇道編・南斗乱るる時北斗現われり!!        | Dai-san-bu kaishi Ransei Hadō Hen Nanto midaruru toki Hokuto arawareri!!     | 9 janvier 1986        |
| 59 | L'Oiseau du vent | 天をおおう暗黒の星! 死闘の果てに時代は動く!!           | Ten o ōu ankoku no hoshi! Shitō no hate ni jidai wa ugoku!!                  | 16 janvier 1986       |
| 60 | Les Yeux du futur | 南斗白鷺拳シュウ! お前はこの世紀末に何を見るのか!!     | Nanto Hakuroken Shū! Omae wa kono seikimatsu ni nani o miru no ka!!          | 23 janvier 1986       |
| 61 | Le Fiancé | 戦場の恋! 時代は愛をも引き裂くのか!!                   | Senjō no koi! Jidai wa ai o mo hikisaku no ka!!                              | 30 janvier 1986       |
| 62 | La Goutte d'eau | 俺は聖帝サウザー! 愛も情も許さない!!                   | Ore wa seitei Sauzā! Ai mo nasake mo yurusanai!!                             | 6 février 1986        |
| 63 | Le Secret de Sauzer | 宿命に挑む小さな勇者! その魂の叫びが天を動かす!!       | Shukumei ni idomu chiisana yūsha! Sono tamashii no sakebi ga ten o ugokasu!! | 13 février 1986       |
| 64 | Le Massacre des innocents | 血戦シュウVSサウザー! 仁星の涙に愛がおぼれる!!         | Kessen Shū tai Sauzā! Jinsei no namida ni ai ga oboreru!!                    | 20 février 1986       |
| 65 | L'Épreuve de force | 血の十字稜! シュウ! その涙は俺の心で受けとめよう!!     | Chi no jūjiryō! Shū! Sono namida wa ore no kokoro de uketomeyō!!             | 27 février 1986       |
| 66 | Le Martyr de Shew | 走れケンシロウ! また一人友が死んで行く!!               | Hashire Kenshirō! Mata hitori tomo ga shinde yuku!!                          | 6 mars 1986           |
| 67 | Ken contre Sauzer | 極星激突ケンVSサウザー! 天を守るは我が星一つ!!         | Kyokusei gekitotsu Ken tai Sauzā! Ten o mamoru wa waga hoshi hitotsu!!       | 13 mars 1986          |
| 68 | La Fin d'une étoile | 悲しき聖帝サウザー! お前は愛につかれている!!           | Kanashiki Seitei Sauzā! Omae wa ai ni tsukareteiru!!                         | 20 mars 1986          |
| 69 | Le Destin des trois frères | 北斗最強の時代! 遂に動きだした宿命の３兄弟!!           | Hokuto saikyō no jidai! Tsuini ugokidashita shukumei no sankyōdai!!          | 27 mars 1986          |
| 70 | La Guérison finale | もう一つの北斗神拳! ラオウを闇に葬り去れ!!             | Mō hitotsu no Hokuto Shinken! Raō o yami ni hōmurisare!!                     | 3 avril 1986          |
| 71 | La Révélation des origines de Raoul et Toki                                                                                    | 暴かれた出生の秘密! 天はいたずらに悲劇を好む!!         | Abakareta shussei no himitsu! Ten wa itazurani higeki wo konomu!!            | 10 avril 1986         |
| 72 | Adieu Toki | さらばトキ! 男の涙は一度だけ!!                         | Saraba Toki! Otoko no namida wa ichido dake!!                                | 17 avril 1986         |
| 73 | L'Homme de Syrius | 天狼星の男リュウガ! 俺は乱世に虹をつかむ!!             | Tenrōsei no Otoko Ryūga! Ore wa ransei ni niji o tsukamu!!                   | 8 mai 1986            |
| 74 | Le Retour de Raoul, le maître du Hokuto                                                                                        | 地平線を駆ける狼! そこは愛と憎しみの果て!!             | Chiheisen o kakeru Ōkami! Soko wa ai to nikushimi no hate!!                  | 15 mai 1986           |
| 75 | Ken affronte l'homme de Syrius                                                                                                 | 許せ妹よ! 北斗を襲うはわが星の宿命!!                   | Yuruse imōto yo! Hokuto o osou wa waga hoshi no sadame!!                     | 29 mai 1986           |
| 76 | La Provocation de Ryuga | 吠える狼に鉄拳を 今、トキが危ない!!                    | Hoeru Ōkami ni tekken o. Ima, Toki ga abunai!!                               | 5 juin 1986           |
| 77 | Explications | 第3部完結 目ざめよ新時代! 狼の叫びが天を衝く!!         | Dai-san-bu Kanketsu Mezameyo Shin Jidai! Ōkami no sakebi ga ten o tsuku!!    | 12 juin 1986          |
| 78 | A la recherche de Julia | 南斗聖拳シン! お前は報われぬ愛に命をかけた!!           | Nanto Seiken Shin! Omae wa mukuwarenu ai ni inochi o kaketa!!                | 26 juin 1986          |
| 79 | Rei, l'oiseau de feu | 南斗水鳥拳レイ! 友の為に死んだ男がいた!!               | Nanto Suichōken Rei! Tomo no tame ni shinda Otoko ga ita!!                   | 10 juillet 1986       |
| 80 | Un combat pour la vie | 南斗紅鶴拳ユダ! その美しき微笑が悲劇を呼ぶ!!           | Nanto Kōkakuken Yuda! Sono Utsukushiki Hohoemi ga Higeki o Yobu!!            | 17 juillet 1986       |
| 81 | Le Sacrifice | 南斗白鷺拳シュウ! 天はあくまで非情な宿命を課す!!       | Nanto Hakuroken Shū! Ten wa akumade Hijō na Shukumei o kasu!!                | 24 juillet 1986       |
| 82 | Un tyran aveuglé par la haine                                                                                                  | 聖帝サウザー! お前は愛深きゆえに愛におぼれる!!         | Seitei Sauzā! Omae wa ai fukaki yueni ai ni oboreru!!                        | 31 juillet 1986       |
| 83 | Un sixième maître | 第4部最終章 ラオウ死すべし! 伝説が恐怖に変わる!!       | Dai-yon-bu Saishūshō Raō shi subeshi! Densetsu ga Kyōfu ni Kawaru!!          | 7 août 1986           |
| 84 | Le Plan de Raoul | 南斗の逆襲! 風の旅団よ最後の将を守れ!!                 | Nanto no gyakushū! Kaze no Ryodan yo Saigo no Shō o mamore!!                 | 14 août 1986          |
| 85 | Huey, le fils du vent (titre officiel nouvelle édition DVD)                                                                    | 死闘への序幕! 風の男ヒューイの叫びが天にこだます!!     | Shitō e no jomaku! Kaze no otoko Hyūi no sakebi ga ten ni kodamasu!!         | 21 août 1986          |
| 86 | Les Flammes de la vengeance (titre officiel nouvelle édition DVD)                                                              | 燃える真紅の軍団! 炎の涙がシュレンをぬらす!!           | Moeru Shinku no Gundan! Honō no namida ga Shuren o nurasu!!                  | 28 août 1986          |
| 87 | Le Géant invincible | 危うし五車星! 遂にラオウが炎をも突き破った!!           | Ayaushi Goshasei! Tsuini Raō ga honō o mo tsukiyabutta!!                     | 4 septembre 1986      |
| 88 | Fudo, le maître des montagnes (titre officiel nouvelle édition DVD)                                                            | 五車星ケンシロウに接近! フドウお前は何者!!             | Goshasei Kenshiro ni Sekkin! Fudō omae wa nanimono!!                         | 11 septembre 1986     |
| 89 | Ken suit son destin (titre officiel nouvelle édition DVD)                                                                      | 風雲急を告ぐ! ケン、宿命が南斗の都で待っている!!       | Fū'unkyū o tsugu! Ken, shukumei ga Nanto no Miyako de matte iru!!            | 25 septembre 1986     |
| 90 | La Décision de Juza (titre officiel nouvelle édition DVD)                                                                      | 俺は雲のジュウザ! 時の流れに身を任す!!                 | Ore wa Kumo no Jūza! Toki no nagare ni mi o makasu!!                         | 16 octobre 1986       |
| 91 | Qui est le général masqué ? (titre officiel nouvelle édition DVD)                                                              | 雲いぜん動かず! 遂に仮面の将が素顔を見せた!!           | Kumo izenu ugokazu! Tsuini Kamen no Shō ga sugao o miseta!!                  | 23 octobre 1986       |
| 92 | Le Retour de Jûza des nuages (titre FR officiel diffusion sur Mangas)                                                          | よみがえった雲のジュウザ! 俺はラオウを恐れない!!       | Yomigaetta Kumo no Jūza! Ore wa Raō o osorenai!!                             | 30 octobre 1986       |
| 93 | Le Combat de Jûza contre Raoul ! La Légende de l'invincible (titre FR officiel diffusion sur Mangas)                           | 対決ジュウザVSラオウ! 今無敵伝説に終止符を!!           | Taiketsu Jūza tai Raō! Ima muteki densetsu ni shūshifu o!!                   | 6 novembre 1986       |
| 94 | Un grand danger menace Fudo. Ken ? Un homme n'abandonne jamais ses amis (titre FR officiel diffusion sur Mangas)               | フドウ絶対絶命! 急げケン、男は友を見すてない!!         | Fudō zettaizetsumei! Isoge Ken, otoko wa tomo o misutenai!!                  | 13 novembre 1986      |
| 95 | Le Piège impitoyable des sables mouvants (titre FR officiel diffusion sur Mangas)                                              | 非情の砂地獄! 死するフドウに救いの手は届くのか!!       | Hijō no suna jigoku! Shisuru Fudō ni sukui no te wa todoku no ka!!           | 20 novembre 1986      |
| 96 | La Fin de Jûza ! Je protégerai la femme que j'aime au péril de ma vie ! (titre FR officiel diffusion sur Mangas)               | ジュウザ倒る! 俺は命を捨てても愛する女を守ろう!!       | Jūza taoru! Ore wa inochi o sutete mo aisuru onna o mamorō!!                 | 27 novembre 1986      |
| 97 | Adieu Julia ! Un héros emporte le secret de son amour dans la tombe ! (titre FR officiel diffusion sur Mangas)                 | さらばユリア! 強き男は死しても愛を語らず!!             | Saraba Yuria! Tsuyoki otoko wa shishite mo ai o katarazu!!                   | 4 décembre 1986       |
| 98 | La capitale tremble ! Les deux frères du Hokuto arrivent ! (titre FR officiel diffusion sur Mangas)                            | ゆれる南斗の都! 遂に北斗２兄弟がやってきた!!           | Yureru Nanto no Miyako! Tsuini Hokuto Nikyōdai ga yatte kita!!               | 11 décembre 1986      |
| 99 | Le Destin tragique des étoiles filantes ! Toh, l'amour te mènera à ta perte ! (titre FR officiel diffusion sur Mangas)         | 悲しき五車星! お前は愛と宿命をひきずる女!!             | Kanashiki Goshasei! Omae wa ai to shukumei o hikizuru onna!!                 | 18 décembre 1986      |
| 100 | La Technique ultime du Hokuto ! Raoul, je t'ai enfin à ma merci ! (titre FR officiel diffusion sur Mangas)                     | 究極の奥義無想転生! ラオウ、遂にお前を追いつめた!!     | Kyūkyoku no ōgi Musō Tensei! Raō, Tsuini omae o oitsumeta!!                  | 25 décembre 1986      |
| 101 | Les ambitions de Raoul s'effondrent, mais le ciel hésite encore (titre FR officiel diffusion sur Mangas)                       | ラオウ倒れ野望果てるか？ しかし天はまたよろめいた!!    | Raō taore yabō hateru ka? Shikashi ten wa mata yorome ita!!                  | 8 janvier 1987        |
| 102 | Le Supplice du géant Raoul ! Je ne crois pas en l'amour ! (titre FR officiel diffusion sur Mangas)                             | 迷える巨人ラオウ! 俺は愛など信じない!!                 | Mayoeru kyojin Raō! Ore wa ai nado shinjinai!!                               | 15 janvier 1987       |
| 103 | Le Défi du démon ! Fudo, deviens un diable pour ceux que tu aimes ! (titre FR officiel diffusion sur Mangas)                   | 悪魔の挑戦状! フドウ、愛する者のために鬼となれ!!       | Akuma no Chōsenjō! Fudō, aisuru mono no tame ni oni tonare!!                 | 22 janvier 1987       |
| 104 | Fudo, le héros généreux, dont les larmes réveillent un cœur chaud (titre FR officiel diffusion sur Mangas)                     | やさしき勇者フドウ! その涙は熱き心を呼びさます!!       | Yasashiki yūja Fudō! Sono namida wa atsuki kokoro o yobisamasu!!             | 29 janvier 1987       |
| 105 | Il faut protéger l'étoile de la miséricorde (titre FR officiel diffusion sur Mangas)                                           | 南斗慈母星を守れ! たとえ五車の生命果てるとも!!         | Nanto Jibosei o mamore! Tatoe Gosha no inochi hateru tomo!!                  | 5 février 1987        |
| 106 | Raoul devient sentimental. Julia, il n'y a plus que toi qui compte ! (titre FR officiel diffusion sur Mangas)                  | 悪夢におびえるラオウ! ユリア、もうお前しかいない!!     | Akumu ni obieru Raō! Yuria, mō omae shikainai!!                              | 12 février 1987       |
| 107 | L'Ultime bataille au temple de formation du Hokuto. Plus personne ne peut les arrêter (titre FR officiel diffusion sur Mangas) | 決戦場は北斗練気闘座! もう誰も奴らをとめられない!!     | Kessen jō wa Hokuto Renkitōza! Mō dare mo yatsura o tomerarenai!!            | 19 février 1987       |
| 108 | Les Adieux des deux frères du Hokuto. Au comble de l'amour et de la tristesse (titre FR officiel diffusion sur Mangas)         | さらば北斗２兄弟! いま２人は愛と哀しみの果てに!!       | Saraba Hokuto Nikyōdai! Ima futari wa ai to kanashimi hate ni!!              | 26 février 1987       |
| 109 | Il est temps de tout vous raconter : Voici deux mille ans d'histoire du Hokuto ! (titre FR officiel diffusion sur Mangas)      | 最終章完 いま語ろう! 北斗２０００年の歴史!!            | Saishūshō Kan Ima katarō! Hokuto nisen nen no rekishi!!                      | 5 mars 1987           |

### Deuxième série
| No  | Titre français                                                                                             | Titre japonais                                      | Titre japonais                                                            | Date de 1re diffusion |
| No  | Titre français                                                                                             | Kanji                                               | Rōmaji                                                                    | Date de 1re diffusion |
| --- | --- | --------------------------------------------------- | ------------------------------------------------------------------------- | --------------------- |
| 110 | Le temps passe. Une ère nouvelle commence !                                                                | 時は流れ また時代が動いた・・・・！！               | Toki wa nagare. Mata jidai ga ugoita....!!                                | 12 mars 1987          |
| 111 | Quand va-t-il se réveiller ?                                                                               | あいつはいつ目覚めるのか････!？                     | Aitsu wa itsu mezameru no ka....!?                                        | 19 mars 1987          |
| 112 | Le sauveur vient du nord !                                                                                 | 救世主、北より来たる！！                            | Kyūseishu, kita yori kitaru!!                                             | 26 mars 1987          |
| 113 | Ein, le mystérieux mercenaire : « j'aurai la peau de kenshiro ! »                                          | 謎の賞金稼ぎアイン！ 俺がケンシロウの首をとる!!     | Nazo no Shōkinkasegi Ain! Ore ga Kenshirō no kubi o toru!!                | 2 avril 1987          |
| 114 | Une autre technique de combat : l'école du « Gento »                                                       | また一つ暗殺拳！ その名は元斗皇拳！！               | Mata hitotsu ansatsuken! Sono na wa Gento Kōken!!                         | 9 avril 1987          |
| 115 | L'empereur est fou de rage : « Falco, extermine le Hokuto ! »                                              | 天帝怒る！ファルコ、北斗を地上より根絶やしにせよ!!  | Tentei ikaru! Faruko, Hokuto o chijō yori nedayashi ni seyo!!             | 23 avril 1987         |
| 116 | L'âme du Nanto brûle. La mort héroïque des frères Harn                                                     | 南斗の魂燃ゆ！ 壮絶ハーン兄弟!!                     | Nanto no Tamashii moyu! Sōzetsu Hān Kyōdai!                               | 7 mai 1987            |
| 117 | Ein est en danger. Le diable a mis la main sur sa bien-aimée.                                              | アイン危うし！ 愛する女に魔の手が伸びた!!           | Ain Ayaushi! Aisuru onna ni ma no te ga nobita!!                          | 14 mai 1987           |
| 118 | Falco, le général du Gento ! L'ombre de Raoul...                                                           | 元斗の猛将ファルコ！ そこにはラオウの影が････       | Gento no mōshō Faruko! Soko ni wa Raō no kage ga...                       | 28 mai 1987           |
| 119 | Les sanglots de l'empereur trahi ! Où est Falco ?                                                          | 帝都にこだます天帝の泣き声！ ファルコはいずこに････ | Teito ni kodamasu Tentei no nakigoe! Faruko wa izuko ni...                | 4 juin 1987           |
| 120 | Enfin, l'empereur apparaît !                                                                               | ついに天帝の正体が見えた!!                          | Tsui ni Tentei no shōtai ga mieta!!                                       | 11 juin 1987          |
| 121 | L'élégie de Ein. Plutôt mourir qu'être esclave !                                                           | アインの挽歌！ 誇りをすてて生きるより熱き死を！！   | Ain no Banka! Hokori wo sutete ikiru yori atsuki shi wo!!                 | 25 juin 1987          |
| 122 | La capitale s'effondre ! Jakou le démon, va en enfer !                                                     | 帝都崩壊！ ジャコウ、せめて地獄で夢を見よ!!         | Teito hōkai! Jakō, semete jigoku de yume wo miyo!!                        | 9 juillet 1987        |
| 123 | À l'épreuve de la mort ! Kenshiro traverse la mer !                                                        | 果てしなき試練！ ケンシロウ海を渡る!!               | Hateshinaki shiren! Kenshirō umi wo wata                                  | 16 juillet 1987       |
| 124 | Que réservent les ténèbres ? Le légendaire pays sanglant !                                                 | 何が待つ暗黒大陸！ そこは伝説の修羅の国!!           | Nani ga motsu ankoku tairiku! Soko wa densetsu no Sura no Kuni!!          | 23 juillet 1987       |
| 125 | Le bien ou le mal ? L'énigme de Hokuto-ryûken !                                                            | 善か悪か? 謎の北斗琉拳現わる!                       | Zen ka aku ka? Nazo no Hokuto Ryūken arawaru!!                            | 30 juillet 1987       |
| 126 | Elle ose parler de l'amour à la fin du siècle ! Son nom est Leïa !                                         | あえて世紀末に愛を説く！ その名はレイア!!           | Aete seikimatsu ni ai o toku! Sono na wa Reia!!                           | 13 août 1987          |
| 127 | Le démon Han. L'homme qui teint la neige en rouge !                                                        | 羅将ハン! お前は白き雪も紅に染める男!!              | Rashō Han! Omae wa shiroki yuki mo kurenai ni someru otoko!!              | 20 août 1987          |
| 128 | La légende du sauveur se propage ! Son nom est Raoul !                                                     | 修羅の国に救世主伝説走る！ その名はラオウ！！       | Shura no Kuni ni kyūseishuu densetsu hashiru! Sono na wa Raō              | 27 août 1987          |
| 129 | Le terrible secret de Ken. Le pays des démons est sa terre natale.                                         | 暴かれたケンシロウの秘密! 修羅の国は母の国!!        | Abakareta Kenshirō no himitsu! Shura no Kuni wa haha no kuni!!            | 3 septembre 1987      |
| 130 | Terrible nouvelle ! Kenshiro, tu ne peux pas être le sauveur !                                             | 非情の予言! ケンシロウ, お前は救世主になれない!!    | Jijō no yoban! Kenshirō, omae wa kyūseishu ni narenai!!                   | 10 septembre 1987     |
| 131 | Rock, le cavalier sans peur ! Je ne crois pas en Kenshiro !!                                               | 馬上の勇士ロック! 俺はケンシロウを信じない！！      | Bajō no yūshi Rokku! Ore wa Kenshirō wo shinjinai                         | 17 septembre 1987     |
| 132 | Ils ne veulent rien savoir ! Les sept cavaliers attaquent Kenshiro !!                                      | 問答無用の男達! 遂に荒野の七人がケンを襲う!!        | Mondō muyō no otokotachi! Tsui ni kōta no shichini ga Ken wo asō!!        | 24 septembre 1987     |
| 133 | La mort de Rock ! Kenshiro, ils sont morts pour toi !!                                                     | ロック死の伝達! ケンシロウ友の命を受けとめよ!!      | Rokku shi no dentatsu! Kenshirō tomo no inochi o uketomeyo!!              | 1er octobre 1987      |
| 134 | Le créateur du nouveau monde ! Mon nom est Kaio le démon !!                                                | 新世紀創造主宣言! 俺の名は魔神カイオウ!!            | Shinseiki sōzōshu sengen! Ore no na wa Majin Kaiō                         | 8 octobre 1987        |
| 135 | Le sceau du démon ! Le Hokuto originel, 2 000 ans de tragédies !!                                          | 悪魔の封印! それが北斗宗家二千年の悲劇を語る!!      | Akuma no fūin! Sore ga Hokuto Sōke nisennen no higeki wo kataru           | 15 octobre 1987       |
| 136 | Ton frère, Ken, est en danger ! Hyo, tu es bon, alors ouvre ton cœur !!                                    | 弟ケンの危機! やさしきヒョウよ今こそ心を開け！！    | Otōto Ken no kiki! Yasashiki Hyō yo imakoso kokoro wo hirake!!            | 22 octobre 1987       |
| 137 | Kenshiro condamné à mort ! Le Ciel envoie le dieu de la mer !!                                             | 処刑台のケンシロウ! 遂に天は海神を走らせた!!        | Shokeidai no Kenshirō! Tsui ni ten wa kaijin o hashiraseta!!              | 29 octobre 1987       |
| 138 | Victoire éphémère pour Kaio ! L'esprit du Hokuto lui fait face !!                                          | カイオウつかの間の勝利宣言! 北斗の幻が彼を襲う!!    | Kaiō tsuka ma no shōri senban! Hokuto no maboroshi ga kare wo asou!!      | 5 novembre 1987       |
| 139 | Les destins se croisent : Hyo rencontre Ken ! Il ne reconnaît pas son petit frère !!                       | 運命の出会いヒョウとケン! いまだ兄は弟を知らず!!    | Unmei no deai Hyō to Ken! Ima da ani wa otōto wo shirazu!!                | 12 novembre 1987      |
| 140 | Le choix de Kaioh le démon ! Un sang glacial parcourt tout mon corps !!                                    | カイオウ悪魔の選択！ 俺の全身には冷血が脈打つ！！   | Kaiō akuma no sentaku! Ore no zenshin ni wa reiketsu ga myaku utsu!!      | 19 novembre 1987      |
| 141 | Le défi de Kenshiro ! Cette fois tu ne me battras pas !!                                                   | ケンシロウの挑戦状! オレには2度の敗北はない!!       | Kenshirō no Chōsenjō! Ore ni wa nido no haiboku wa nai!!                  | 26 novembre 1987      |
| 142 | Hyo le tyran et les larmes du garde ! Qui pourra l'arrêter ?                                               | 暴君ヒョウと悲しき側近! 誰が彼を止めるのか!!        | Bōkun Hyō to nakashiki sokkin! Dare ga kare o tomeru no ka!!              | 3 décembre 1987       |
| 143 | Le combat des deux frères ! Les yeux de Hyo ne verseront plus jamais de larmes !!                          | 骨肉の兄弟対決! もうヒョウの瞳に涙は帰らない!!      | Nitsuniku no kyōdai taiketsu! Mō Hyō no hitomi ni namida wa kaeranai!!    | 10 décembre 1987      |
| 144 | L'école Hokuto est en danger ! Kaio convoite la fille de l'empereur céleste !!                             | 北斗存亡の危機! カイオウの魔の手が天帝にのびた!!    | Hokuto sonbō no kiki! Kaiō no ma no te ga tentei ni nobita!!              | 17 décembre 1987      |
| 145 | Les deux frères se retrouvent ! Kenshiro je t'attendais !!                                                 | 涙の兄弟再会！ ケンシロウ、俺はお前を待っていた!!   | Namida no kyōdai saikai! Kenshirō, ore wa omae o matte ita!!              | 24 décembre 1987      |
| 146 | Shachi se bat au nom de l'amour ! Pour Kaio, tout ceci est ridicule !!                                     | シャチ愛の戦い! カイオウ、それを愚かと笑うのか!!    | Shachi ai no tatakai! Kaiō, sore wo oreo ka to warau no ka!!              | 7 janvier 1988        |
| 147 | La mort de Shachi, le guerrier de l'amour ! Sache que sans l'amour, l'homme n'est rien !!                  | 愛の戦士シャチ死す! 友よ、愛こそすべてと知れ!!      | Ai no senshi Shachi shisu! Tomo yo, ai koso subete to shire!!             | 14 janvier 1988       |
| 148 | Elle se sacrifie par amour ! Voilà d'où vient la haine de Kaio !!                                          | 悲しき愛の犠牲者! これがカイオウ悪の原点だ!!        | Kanashiki ai no giseisha! Kore ga Kaiō aku no genten da!!                 | 21 janvier 1988       |
| 149 | Kaio a été humilié dans sa jeunesse ! Le Ciel s'émeut du destin de Lynn !!                                 | カイオウ屈辱の歴史! 天はリンの運命もぬりかえる!!    | Kaiō kustujoku no rekishi! Ten wa Rin no Unmei mo merikaeru!!             | 28 janvier 1988       |
| 150 | Chapitre final en 3 actes ! L'histoire sanglante du Hokuto dure depuis plus de 2 000 ans !!                | 最終章 残り3回! これが北斗宗家2000年の血の歴史!!    | Sashūshō nokori san kai! Kore ga Hokuto Sōke Nisennen no chi no wakishi!! | 4 février 1988        |
| 151 | Introduction à la dernière histoire ! L'apparition d'un troisième homme va influencer le destin de Lynn !! | 最終話 序章! リンの運命を握る第3の男が現れた!!      | Saishūwa joshu! Rin no unmei o nigiru daisan no otoko ga arawareta!!      | 11 février 1988       |
| 152 | Adieu Kenshirô !! Adieu Hokuto Shinken !!                                                                  | さらば ケンシロウ!! さらば 北斗神拳!!               | Saraba Kenshirō! Saraba Hokuto Shinken!                                   | 18 février 1988       |